# Čabyn
Čabyn, česky také Čabina nebo Čabin, ukrajinsky Чабин, maďarsky Csabina, rumunsky Ceabîn, je osada obce Obava, v okrese Mukačevo, v Zakarpatské oblasti Ukrajiny. Patří do Čynadijevské vesnické komunity. V roce 2025 zde žilo 168 obyvatel.

## Místní část
- Zariččja, ukrajinsky Заріччя

## Historické názvy obce
V roce 1600 ves byla uvedena pod názvem Csebynje, v roce 1610 byla uvedena jako Chibiniefalva, v roce 1630 Csabina, v roce 1645 Czabina Falva, v roce 1773 Čabina, v letech 1808, 1851, 1877, 1916 Csabina nebo Cţabjn, v roce 1925 Čabina, v roce 1930 Čabin,  v roce 1944 Csabina, Чабина, v roce 1983 byla ves vedena již pod názvem Чабин.